# DR-Baureihe 99.346
Als Baureihe 99.346 wurden von der Deutschen Reichsbahn ab 1949 zwei Heißdampflokomotiven eingeordnet, die von der Mecklenburg-Pommerschen Schmalspurbahn (MPSB) übernommen wurden.
- Lok 99 3461 war die MPSB Nr. 9 (3. Besetzung)
- Lok 99 3462 war die MPSB Nr. 12 (2. Besetzung)